# 間野貞吉
間野 貞吉（まの さだきち、1903年（明治36年）月日 - 1979年（昭和54年）月日）は、兵庫県神戸市出身の日本の建築家、一級建築士、ゴルフ場設計者。

## 人物
間野貞吉は、1903年（明治36年）、兵庫県神戸市に生まれ、神戸一中から岡山の旧制第六高等学校を卒業、東京帝国大学工学部建築科に入学した。1926年（大正15年）、建築復興助成株式会社に入社、耐火建築の設計を主な仕事として勤務した。1929年（昭和4年）、東京帝国大学を卒業した。
間野は建築家として耐火建築物の設計を多く手掛けた。1932年（昭和7年）、母校の東京帝国大学から、論文『ゴルフ場の施設』により工学博士号を授与された。「相模カンツリー倶楽部」のメンバーとなり、ゴルフに打ちこんだ。1936年（昭和11年）、設計した東京都港区虎ノ門にある日本基督教団芝教会は、戦災を免れ現存している。
1941年（昭和16年）、株式会社日立製作所営繕課に勤務した。戦後は、株式会社大林組の設計部に勤務、定年後も大林組で設計に従事したが、1960年（昭和35年）以降は、ゴルフ場のコース設計を行った。1964年（昭和39年）、ホームコースの相模カンツリー倶楽部の理事に就任、グリーン委員長を務めた。間野が設計したコースは32コースを手掛けているが、間野のコース設計は相模カンツリー倶楽部のコース設計した赤星六郎の設計理念を受け継いでいる。

## 主な設計コース
- 1960年（昭和35年）
  - 「小山ゴルフクラブ」栃木県小山市
- 1961年（昭和36年）
  - 「戸塚カントリー倶楽部・東コース」神奈川県横浜市
- 1962年（昭和37年）
  - 「熊谷ゴルフクラブ」埼玉県熊谷市
- 1963年（昭和38年）
  - 「倉敷カントリー倶楽部」岡山県倉敷市
  - 「札幌国際カントリークラブ・島松コース」北海道北広島市
  - 「諏訪湖カントリークラブ」長野県諏訪市
- 1964年（昭和39年）
  - 「PGM総成ゴルフクラブ」（旧・レイクウッド総成カントリークラブ）千葉県成田市
  - 「鳥取ゴルフ倶楽部」鳥取県鳥取市
- 1966年（昭和41年）
  - 「朝陽カントリークラブ」山口県山陽小野田市
- 1967年（昭和42年）
  - 「新沼津カントリークラブ」静岡県沼津市
  - 「日立ゴルフクラブ」茨城県日立市
- 1971年（昭和46年）
  - 「鈴蘭高原カントリークラブ」岐阜県高山市
- 1973年（昭和48年）
  - 「新大阪ゴルフクラブ」大阪府三島郡

## エピソード
- 間野貞吉は、学生時代からテニス、サッカー、ボート、などのスポーツ選手として活躍し、ゴルフは1932年（昭和7年）から「相模カンツリー倶楽部」の会員となった[2]。

## 脚註
1. 1 2 3 4 5 6 7 8 9 10  『美しい日本のゴルフコース BEAUTIFUL GOLF CULTURE IN JAPAN 日本のゴルフ110年記念 ゴルフは日本の新しい伝統文化である』、ゴルフダイジェスト社「美しい日本のゴルフコース」編纂委員会編、「ゴルフ場の論文で博士号を取得、コース設計理念は赤星六郎を継承」、東京 ゴルフダイジェスト社、2013年12月、2021年3月7日閲覧
2. ↑  『美しい日本のゴルフコース BEAUTIFUL GOLF CULTURE IN JAPAN 日本のゴルフ110年記念 ゴルフは日本の新しい伝統文化である』、ゴルフダイジェスト社「美しい日本のゴルフコース」編纂委員会編、「ゴルフ場の論文で博士号を取得、コース設計理念は赤星六郎を継承」、東京 ゴルフダイジェスト社、授与年月日2013年12月、2021年3月6日閲覧

## 著書
- 『国立公園ニ建ツ山小屋建築設計図案集』、「一等 建築學會正員 間野貞吉君作」、東京 国立公園協会、建築学会編、東京 国立公園協会、1934年、2021年3月6日閲覧
- 『面影 故桜沢堅太郎紀念』、「堅ちやんを偲ぶ・義兄 間野貞吉」、桜沢美代子編著、大阪 愛の園出版部、1935年、2021年3月6日閲覧
- 『久原君の思ひ出』、「或角度から見た久原君・間野貞吉」、守谷英次・片山徹編、佐賀 片山徹、1939年、2021年3月6日閲覧
- 『建築界』、「最近の住宅設計について 間野貞吉」、理工図書株式会社編、東京 理工図書、1956年7月、2021年3月6日閲覧
- 『近代日本における会員制ゴルフクラブの主要施設に関する研究』、間野貞吉著、授与大学名 東京大学、1962年2月12日学位 工学博士、2021年3月6日閲覧
- 『ゴルフ・マガジン・イラストレーテッド』、「スリー･パットをなくす逆手グリップ 間野貞吉」、東京 ベースボール・マガジン社、1963年8月、2021年3月6日閲覧

## 関連文献
- 『岸田日出刀上 別冊』、「間野貞吉」、岸田日出刀著、岸田日出刀編集委員会編、東京 相模書房、1972年3月、2021年3月6日閲覧
- 『美しい日本のゴルフコース BEAUTIFUL GOLF CULTURE IN JAPAN 日本のゴルフ110年記念 ゴルフは日本の新しい伝統文化である』、ゴルフダイジェスト社「美しい日本のゴルフコース」編纂委員会編、「ゴルフ場の論文で博士号を取得、コース設計理念は赤星六郎を継承」、東京 ゴルフダイジェスト社、授与年月日2013年12月、2021年3月6日閲覧